# Gilson Kleina
Gilson Kleina (Curitiba, 30 de março de 1968) é um treinador de futebol brasileiro. Atualmente comanda o Santo André.

## Carreira

### Início
Iniciou sua carreira como auxiliar técnico de Abel Braga, no Coritiba, no Olympique de Marseille, no Atlético Mineiro e no Botafogo.
Já treinou vários clubes, como: Villa Nova, Iraty, Criciúma, Paraná Clube; Caldense, Cianorte, Paysandu, Coruripe, Gama; Sampaio Corrêa; Ipatinga, Caxias e ultimamente esteve nos clubes Vila Nova, Duque de Caxias, Boavista-RJ e novamente no Ipatinga.
No Duque de Caxias, recuperou o clube de situações ruins e foi ídolo da torcida do tricolor da Baixada Fluminense.

### Ponte Preta
Posteriormente, assumiu em 2010 o comando da Ponte Preta, equipe de Campinas, cidade localizada no interior do estado de São Paulo.
Em março de 2011, chegou a ser anunciado como novo comandante do Fluminense, mas recusou o convite e continuou no clube campineiro.
No dia 19 de novembro de 2011, levou a Ponte Preta de volta a Série A do Brasileirão, após 6 anos, em um jogo ganho por 4-1 diante da equipe do ABC de Natal em Campinas.
No ano seguinte, levou a Ponte Preta às semifinais do Campeonato Paulista. Saiu da Ponte em setembro de 2012, chamado de traidor e mercenário pela torcida por ter deixado o time no meio do Campeonato Brasileiro e ter aceitado proposta do Palmeiras por questões financeiras.[carece de fontes?]

### Palmeiras

#### 2012
Em setembro de 2012, assinou contrato até o fim de 2013 com o Palmeiras, em substituição a Luiz Felipe Scolari, que foi demitido devido a maus resultados. Ao assumir o comando do alviverde, o clube encontrava-se na penúltima colocação do Campeonato Brasileiro, com apenas 20 pontos conquistados em 25 rodadas. Sua estreia foi contra o Figueirense, em Santa Catarina, onde o Palmeiras venceu por 3–1.
O Palmeiras engatou uma boa sequência de vitórias, vencendo a Ponte Preta pelo Campeonato Brasileiro e o Millonarios pela primeira partida das oitavas-de-final da Copa Sul-Americana de 2012. Entretanto, após uma derrota para o São Paulo pelo Brasileiro, o Palmeiras entrou em mais uma espiral de maus resultados, foi eliminado da Sul-Americana, e não conseguiu mais se recuperar no Brasileiro, sendo rebaixado para a Série B de 2013 após empate contra o Flamengo na antepenúltima rodada.

#### 2013
"Trabalhar no Palmeiras é igual morar em Israel. Ao primeiro toque da sirene, você já tem que ficar alerta para ver o que vai acontecer."

Kleina, em 2013, sobre treinar o Palmeiras
Apesar do rebaixamento, Kleina permaneceu no Palmeiras para a reestruturação do clube para o ano de 2013. Em março, pela primeira fase do Campeonato Paulista, o clube sofreu uma derrota vexatória para o Mirassol. O treinador, entretanto, foi respaldado pelo então presidente do Palmeiras, Paulo Nobre.
Embora com um elenco limitado, Kleina conseguiu classificar o Palmeiras à fase eliminatória do Campeonato Paulista e da Libertadores. Entretanto, foi eliminado pelo Santos e Tijuana, respectivamente.
Com um elenco levemente reforçado após a parada para a Copa das Confederações de 2013, Kleina fez o Palmeiras conseguir bons resultados na Série B e manter-se entre os primeiros colocados durante boa parte do torneio. Conseguiu o acesso à primeira divisão em outubro, ao empatar com o São Caetano em casa. Sagrou-se campeão com o Alviverde semanas depois, em novembro, ao vencer o Boa Esporte, na antepenúltima rodada.
Mesmo com a boa campanha na Série B, o técnico não era a prioridade da diretoria para comandar o Palmeiras no ano do centenário. O clube chegou a negociar com o técnico argentino Marcelo Bielsa, mas o alto salário exigido pelo técnico não foi aceito pela cúpula Alviverde. Após o fracasso com Bielsa, a diretoria procurou Kleina e ofereceu um contrato por produtividade, no qual, o salário seria inferior aos oferecidos no mercado, porém, se alcançasse os objetivos estipulados pela diretoria, poderia aumentar. Após longa reunião sobre discussões de salários, Kleina e Palmeiras chegaram a um denominador comum e o treinador assinou sua renovação até o fim de 2014.

#### 2014
Completou 100 jogos comandando o Palmeiras no dia 30 de março, em partida das semifinais do Campeonato Paulista diante do Ituano, onde o Palmeiras foi derrotado por 1–0 e eliminado da competição.
Em 8 de maio, após derrota para o Sampaio Corrêa, do Maranhão, pela Copa do Brasil, Kleina foi demitido do Palmeiras.

### Bahia
Acertou com Bahia, após dias de indefinição.
Gilson Kleina entrou em um acordo com a diretoria do Bahia e deixou o clube no penúltimo colocado e com 39% de aproveitamento.

### Avaí
Em 24 de março de 2015, Gilson Kleina é contratado para tentar livrar o Avaí da lanterna do quadrangular do Campeonato Catarinense.
No dia 10 de novembro de 2015, após 7 partidas sem vencer pelo Campeonato Brasileiro, e com a equipe ameaçada de rebaixamento, Gilson Kleina foi demitido.

### Coritiba
No dia 11 de dezembro de 2015, Gilson Kleina é oficializado como novo treinador do Coritiba para a temporada de 2016.
No dia 1 de junho de 2016 Gilson Kleina é demitido do Coritiba após uma derrota de 4 x 3 para Chapecoense na Vila Capanema, pela 5ª rodada do Campeonato Brasileiro.

### Goiás
Em 4 de setembro de 2016, Gilson Kleina acertou com o Goiás para comandar a equipe no restante da temporada, . salvando-a do rebaixamento para a série C. No dia 23 de novembro de 2016, Gilson Kleina acertou sua renovação com Goiás para 2017.

### Retorno à Ponte Preta
Em 23 de março de 2017 foi contratado pela Ponte Preta. Foi demitido em 16 de setembro de 2017 após uma derrota em pleno Moisés Lucarelli para o Atlético Goianiense pelo Campeonato Brasileiro.

### Chapecoense
Em 16 de outubro de 2017, foi anunciado como novo treinador da Chapecoense.
Em 6 de agosto, após o empate com o Sport, foi demitido do clube.

### Náutico
Em 14 de agosto de 2020, foi anunciado como novo treinador do Náutico. Rescindiu seu contrato em novembro.

### Quinta passagem pela Ponte Preta
Em maio de 2021, Kleina foi anunciado como técnico da Ponte Preta para a disputa da Série B do Campeonato Brasileiro de 2021. Foi demitido em fevereiro de 2022, após derrota por 0-3 no Derby Campineiro pelo Campeonato Paulista; foi a quinta passagem do treinador pela equipe.

### Retorno à Chapecoense
No dia 20 de março de 2022, Kleina foi apresentado como novo treinador da equipe da Chapecoense. Foi demitido em 5 de julho de 2022 após ser goleado por 3 x 0 em casa para o Londrina que piorou ainda mais a situação do clube deixando-o em 15º lugar. Foram 16 partidas, com 4 vitórias, 6 empates e 6 derrotas.

### Brusque
No dia 1º de setembro de 2022, foi contratado pelo Brusque. Após o rebaixamento à Série C do Campeonato Brasileiro, o clube decidiu não renovar seu vínculo.

### Portuguesa
Em 31 de janeiro de 2023, a Portuguesa anunciou a sua contratação, um dia após a demissão de Mazola Júnior. No dia 17 de abril de 2023, foi oficilizada sua saída.

### Azuriz
No dia 20 de novembro de 2023 foi anunciada sua contratação pelo Azuriz para a temporada 2024, em substituição à Itamar Schülle.

### Cascavel
Em 23 de maio de 2024, foi contratado pelo Cascavel para comandar o clube na Série D.

### Santo André
Ainda em 2024, mas em outubro, Kleina foi anunciado como novo comandante do Santo André para a disputa da Série A2 do Paulista de 2025.

## Estatísticas como treinador
Atualizado até 11 de março de 2024
| Equipe          | Jogos | Vitórias | Empates | Derrotas | Aproveitamento    |
| --------------- | ----- | -------- | ------- | -------- | ----------------- |
| Villa Nova      | 16    | 7        | 3       | 6        | 50%               |
| Criciúma        | 52    | 19       | 10      | 23       | 42.95%            |
| Paraná          | 24    | 4        | 3       | 17       | 20.83%            |
| Caldense        | 27    | 9        | 9       | 9        | 44.44%            |
| Paysandu        | 16    | 4        | 3       | 9        | 31.25%            |
| Sampaio Corrêa  | 2     | 0        | 1       | 1        | 16.67%            |
| Ipatinga        | 32    | 8        | 10      | 14       | 35.42%            |
| Caxias          | 2     | 0        | 2       | 0        | 33.33%            |
| Iraty           | 0     | 0        | 0       | 0        | Divisão por zero% |
| Duque de Caxias | 68    | 28       | 14      | 26       | 48.04%            |
| Ponte Preta     | 230   | 89       | 65      | 76       | 48.12%            |
| Palmeiras       | 105   | 56       | 20      | 29       | 59.68%            |
| Bahia           | 23    | 6        | 7       | 10       | 36.23%            |
| Avaí            | 39    | 13       | 8       | 18       | 40.17%            |
| Coritiba        | 29    | 13       | 5       | 11       | 50.57%            |
| Goiás           | 29    | 14       | 7       | 8        | 56.32%            |
| Chapecoense     | 66    | 25       | 26      | 15       | 51.01%            |
| Nautico         | 18    | 4        | 6       | 8        | 33.33%            |
| Brusque         | 11    | 1        | 3       | 7        | 18.18%            |
| Portuguesa      | 8     | 1        | 3       | 4        | 25%               |
| Azuriz          | 12    | 4        | 3       | 5        | 41.67%            |
| Total           | 809   | 305      | 208     | 296      | 46.27%            |

## Títulos

### Como treinador
Goiás
- Campeonato Goiano: 2017

Palmeiras
- Campeonato Brasileiro - Série B: 2013

Coruripe
- Campeonato Alagoano: 2006

Iraty
- Campeonato Paranaense: 2002